# Phalaris coerulescens
Phalaris coerulescens é uma espécie de planta com flor pertencente à família Poaceae. 
A autoridade científica da espécie é Desf., tendo sido publicada em Flora Atlantica 1: 56. 1798.

## Portugal
Trata-se de uma espécie presente no território português, nomeadamente os seguintes táxones infraespecíficos:
- Phalaris coerulescens subsp. coerulescens - presente em Portugal Continental, no Arquipélago dos Açores e no Arquipélago da Madeira. Em termos de naturalidade é nativa de Portugal Continental e do Arquipélago da Madeira e introduzida no Arquipélago dos Açores. Não se encontra protegida por legislação portuguesa ou da Comunidade Europeia.
- Phalaris coerulescens subsp. lusitanica - presente em Portugal Continental. Em termos de naturalidade é endémica da região atrás referida. Não se encontra protegida por legislação portuguesa ou da Comunidade Europeia.